# Oostenrijks voetbalkampioenschap 1916/17
1916/17 was het 6de seizoen in de Oostenrijkse competitie, ingericht door de NÖFV (Niederösterreichische Fußballverband). De competitie stond enkel open voor clubs uit de hoofdstad Wenen en voorsteden daarvan.

## Wiener 1. Klasse
Tien clubs streden om de landstitel, ze troffen elkaar tweemaal. Door de Eerste Wereldoorlog vond er geen promotie en degradatie plaats. Rapid werd al voor de vierde keer landskampioen.
| Pl. | Club                   | Wed | W  | G | V  | DS    | Ptn |
| --- | ---------------------- | --- | -- | - | -- | ----- | --- |
| 1.  | SK Rapid Wien          | 18  | 13 | 3 | 2  | 64-28 | 29  |
| 2.  | Floridsdorfer AC       | 18  | 12 | 3 | 3  | 55-17 | 27  |
| 3.  | SpC Rudolfshügel       | 18  | 12 | 3 | 3  | 49-30 | 27  |
| 4.  | Wiener Associations FC | 18  | 11 | 3 | 4  | 61-32 | 25  |
| 5.  | SC Wacker Wien         | 18  | 7  | 4 | 7  | 36-38 | 18  |
| 6.  | Wiener AC              | 18  | 7  | 4 | 7  | 34-40 | 18  |
| 7.  | Wiener Sport-Club      | 18  | 6  | 2 | 10 | 36-42 | 14  |
| 8.  | Wiener Amateur SV      | 18  | 3  | 3 | 12 | 34-47 | 9   |
| 9.  | 1. Simmeringer SC      | 18  | 3  | 1 | 14 | 25-64 | 7   |
| 10. | ASV Hertha Wien        | 18  | 1  | 4 | 13 | 20-76 | 6   |

### Topschutters
21 goals: Eduard Bauer (Rapid), Leopold Neubauer (WAF)
16 goals: Pak (WAF), Necas (Rudolfshügel)
14 goals: Gustav Wieser (Rapid)
12 goals: Jan Studnicka (WAC), Sterba (FAC), Franz Heinzl (WAF)
11 goals: Morawetz (Rudolfshügel), Franz Biegler (FAC)
10 goals: Wolfram (Amateure), Schwarz (Amateure)
09 goals: Karl Wondrak (Rapid), Viktor Hierländer (FAC), Josef Wana (Wacker), Huber (Wacker)
08 goals: Johann Kraus (FAC), Karl Heinlein (WAC)
07 goals: Leopold Grundwald (Rapid), Patek (Sport-Club), Amon (FAC)

## Wiener 2. Klasse A
| Pl. | Club                 | Wed | W | G | V | DS    | Ptn |
| --- | -------------------- | --- | - | - | - | ----- | --- |
| 1.  | SC Donaustadt        | 18  |   |   |   | 55-20 | 29  |
| 2.  | SC Hakoah Wien       | 18  |   |   |   | 62-26 | 26  |
| 3.  | First Vienna FC 1894 | 18  |   |   |   | 57-25 | 24  |
| 4.  | SK Admira Wien       | 18  |   |   |   | 52-35 | 21  |
| 5.  | SK Slovan Wien       | 18  |   |   |   | 39-26 | 20  |
| 6.  | SC Rot-Stern Wien    | 18  |   |   |   | 39-47 | 17  |
| 7.  | Ottakringer SC       | 18  |   |   |   | 38-45 | 14  |
| 8.  | Nußdorfer AC         | 18  |   |   |   | 34-68 | 13  |
| 9.  | Jedlersdorfer SC     | 18  |   |   |   | 37-56 | 12  |
| 10. | FC Sturm 1907 Wien   | 18  |   |   |   | 10-83 | 4   |

### Promovendus uit Wiener 2. Klasse B
SC Bewegung X Wien
1911/12 · 1912/13 · 1913/14 · 1914/15 · 1915/16 · 1916/17 · 1917/18 · 1918/19 · 1919/20 · 1920/21 · 1921/22 · 1922/23 · 1923/24 · 1924/25 · 1925/26 · 1926/27 · 1927/28 · 1928/29 · 1929/30 · 1930/31 · 1931/32 · 1932/33 · 1933/34 · 1934/35 · 1935/36 · 1936/37 · 1937/38 · 1938/39 · 1939/40 · 1940/41 · 1941/42 · 1942/43 · 1943/44 · 1944/45 · 1945/46 · 1946/47 · 1947/48 · 1948/49 · 1949/50 · 1950/51 · 1951/52 · 1952/53 · 1953/54 · 1954/55 · 1955/56 · 1956/57 · 1957/58 · 1958/59 · 1959/60 · 1960/61 · 1961/62 · 1962/63 · 1963/64 · 1964/65 · 1965/66 · 1966/67 · 1967/68 · 1968/69 · 1969/70 · 1970/71 · 1971/72 · 1972/73 · 1973/74 · 1974/75 · 1975/76 · 1976/77 · 1977/78 · 1978/79 · 1979/70 · 1980/81 · 1981/82 · 1982/83 · 1983/84 · 1984/85 · 1985/86 · 1986/87 · 1987/88 · 1988/89 · 1989/90 · 1990/91 · 1991/92 · 1992/93 · 1993/94 · 1994/95 · 1995/96 · 1996/97 · 1997/98 · 1998/99 · 1999/00 · 2000/01 · 2001/02 · 2002/03 · 2003/04 · 2004/05 · 2005/06 · 2006/07 · 2007/08 · 2008/09 · 2009/10 · 2010/11 · 2011/12 · 2012/13 · 2013/14 · 2014/15 · 2015/16 · 2016/17 · 2017/18 · 2018/19 · 2019/20 · 2020/21 · 2021/22 · 2022/23